# Gypona nupera
Gypona nupera är en insektsart som beskrevs av Van Duzee 1907. Gypona nupera ingår i släktet Gypona och familjen dvärgstritar. Inga underarter finns listade i Catalogue of Life.